# Salvatore Basile
Salvatore Basile je italský herec. Nejznámější roli vytvořil ve filmu Kanibalové.

## Filmografie

### Herecké role
- Spara più forte, non capisco (1966)
- Gangster '70 (1968)
- Seduto alla tua destra (1968)
- C'era una volta il West (1968)
- L'ultimo mercenario (1968)
- Paco (1976)
- Pari e dispari (1978)
- Kanibalové (1979)
- Kdo najde přítele, najde poklad (1981)
- Banánový Joe (1982)
- Zelená kobra (1987)
- La strategia della lumaca (1993)
- Le aquile non cacciano le mosche (1994)
- Ilona arriva con la pioggia (1996)

### Scénář
- Ultimo (serie TV) (1998)
- Sofie a její láska (2003)
- Pompei (serie TV) (2007)